# Велика народна скупштина у Београду (1877)
Велика народна скупштина у Београду је одржана 14—16. фебруара 1877.

## Велика народна скупштина у Београду 1877
Кнежевина Србија током 1876. ушла је у први турски рат. У војним операцијама, током првог рата, Србија није имала успеха; морало се помишљати на примирје, па и на мир, јер је исцрпљеност била велика. Акционо министарство Стевана-Стевче Михајловића које је образовано после пада прелазне владе Љубомира Каљевића било је мишљења да би требало сазвати редовну законодавну Народну скупштину, изабрану у августу 1875. године, ради консултовања о рату и миру. Кнез Милан није био тога мишљења: он је желео да се по томе питању консултује Велика народна скупштина, чије се сазивање могло предузети на основу Устава из 1869. Ради тога су, указом од 1. фебруара 1877, одређени избори за Велику народну скупштину. Требало је да избори буду извршени 8. фебруара, a 14. фебруара требало је да се састане новоизабрана Велика народна скупштина у Београду.
Бирано је 420 народних посланика, a сам резултат избора није био толико карактеристичан за међустраначке односе и унутрашњу политику, колико је израз расположења после једног рђаво свршеног рата: народни посланици који су били изабрани, у претежнијој већини, изражавали су се отворено против рата. 14. фебруара одржан је у сали Народног позоришта први претходни састанак, ради прегледа пуномоћстава. Сутрадан по заклетви посланика коју је извршио митрополит Михаило Скупштина се конституисала. За председника Скупштине изабран је Ђорђе Топузовић, a за потпредседника Тодор Туцаковић. Отварање је извршио кнез Милан, „усменим говором", како је забележено у протоколима те Скупштине. Према указу којим је сазвана, Велика народна скупштина имала је да даде свој решавајући одговор да ли да ce, на основама до којих се дошло преговормма, закључи мир са Османском Портом, или да се продужи рат. Основи пак до којих се дошло преговорима били су:
- 1 повратак стања које је владало између Србије и Порте пред рат;
- 2 обострана амнестија за све оне који су се у рату, било са које стране, компромитовали;
- 3 одлазак српске војске са турског земљишта и турске војске са српског земљишта има се извршити у року од 12 дана од часа кад се потпише протокол мира.

Скупштинске седнице биле су тајне. Владу је на њима заступао министар спољних послова Јован Ристић који је Скупштини изнео сав ток дотадашњих послова око вођења рата и преговора који су по томе питању вођени.
Велика народна скупштина одлучила је гласањем да се прими мир на основама које су предложене. Истога дана када је донесен тај закључак истицао је и последњи рок примирја. Пошто је тиме завршен посао ради кога је Скупштива била сазвана, она је Кнежевим указом закључена истога дана.